# Selecționata de fotbal a Occitaniei
Selecționata de fotbal a Occitaniei reprezintă zonele din Italia, Franța și Spania în care se vorbește în limba occitană. Nu este afiliată la FIFA sau AFC, ci doar la N.F.-Board. A participat la Cupa Mondială Viva în edițiile din 2006, 2009 și 2010.

## Participări

#### Cupa Mondială VIVA
| An    | Rundă                  | Loc | M | V | E | Î | GM | GP |
| ----- | ---------------------- | --- | - | - | - | - | -- | -- |
| 2006  | meci pentru locul trei | 3   | 2 | 0 | 0 | 2 | 2  | 10 |
| 2008  | nu a participat        |     |   |   |   |   |    |    |
| 2009  | meci pentru locul trei | 5   | 3 | 1 | 0 | 2 | 2  | 6  |
| 2010  | meci pentru locul trei | 3   | 4 | 2 | 0 | 2 | 9  | 3  |
| Total |                        |     | 9 | 3 | 0 | 6 | 13 | 19 |

#### Europeada
| An             | Rundă    | Loc | M  | V  | E | Î | GM | GP |
| -------------- | -------- | --- | -- | -- | - | - | -- | -- |
| Europeada 2008 | Sferturi | 5   | 4  | 2  | 2 | 0 | 8  | 5  |
| Europeada 2012 | Sferturi | 5   | 4  | 3  | 1 | 0 | 11 | 5  |
| Europeada 2016 | Finala   | 2   | 6  | 5  | 1 | 0 | 13 | 5  |
| Total          |          |     | 14 | 10 | 4 | 0 | 32 | 15 |

## Meciuri selectate
| Dată        | Competiție                          |            |                         | Score |
| ----------- | ----------------------------------- | ---------- | ----------------------- | ----- |
| Jun 05 2010 | Cupa Mondială VIVA 2010 – Gozo      | Occitania  | Cele Două Sicilii       | 2–0   |
| Jun 04 2010 | Cupa Mondială VIVA 2010 – Gozo      | Occitania  | Kurdistanul Irakian     | 1–2   |
| Jun 02 2010 | Cupa Mondială VIVA 2010 – Gozo      | Occitania  | Gozo                    | 5–0   |
| Jun 01 2010 | Cupa Mondială VIVA 2010 – Gozo      | Occitania  | Padania                 | 0–1   |
| Apr 03 2010 | Saint-Dalmas-De-Tende               | Occitania  | Monaco                  | 5–1   |
| Jun 26 2009 | Cupa Mondială VIVA 2009 – Padania   | Occitania  | Gozo                    | 2–1   |
| Jun 23 2009 | Cupa Mondială VIVA 2009 – Padania   | Occitania  | Kurdistanul Irakian     | 0–4   |
| Jun 22 2009 | Cupa Mondială VIVA 2009 – Padania   | Occitania  | Padania                 | 0–1   |
| Nov 08 2008 | Caraglio                            | Occitania  | Monaco                  | 2–2   |
| Jun 05 2008 | Europeada 2008 – Rhaetia            | Occitania  | Provincia Bolzano-Bozen | 0–2   |
| Jun 03 2008 | Europeada 2008 – Rhaetia            | Occitania  | Croații din România     | 5–0   |
| Jun 02 2008 | Europeada 2008 – Rhaetia            | Occitania  | Sorbs                   | 1–2   |
| Jun 01 2008 | Europeada 2008 – Rhaetia            | Occitania  | Cimbrians               | 2–1   |
| Nov 21 2006 | Cupa Mondială VIVA 2006 – Occitania | Occitania  | Monaco                  | 2–3   |
| Nov 20 2006 | Cupa Mondială VIVA 2006 – Occitania | Occitania  | Sápmi                   | 0–7   |
| Aug 15 2006 | Val d'Aran                          | FC Bossost | Occitania               | 4–2   |
| Apr 15 2006 | Occitania                           | Occitania  | Ciprul de Nord          | 0–3   |
| Dec 17 2005 | Franța                              | Occitania  | Monaco                  | 1–2   |
| Mar 3 2005  | Occitania                           | Occitania  | Cecenia                 | 14–0  |
| Feb 12 2005 | Occitania                           | Occitania  | Monaco                  | 0–0   |

## Lotul actual
| Nr. | Poz. | Jucător           | Data nașterii (vârsta) | Selecții | Goluri | Club                |
| --- | ---- | ----------------- | ---------------------- | -------- | ------ | ------------------- |
|     | P    | Leban Jimmy       | 5 iunie 1981           | 0        | 0      | AS Canet            |
|     | P    | Veziat Rémi       | 9 octombrie 1987       | 0        | 0      | AS Béziers          |
|     | F    | Amiel Aymeric     | 05 decembrie 1986      | 0        | 0      | AS Canet            |
|     | F    | Bachmann Alexis   | 26 august 1988         | 0        | 0      | Toulouse Saint Jo   |
|     | F    | Ballue Marc       | 28 iunie 1984          | 0        | 0      | AS Béziers          |
|     | F    | Cristòl Mouysset  | 18 noiembrie 1981      | 0        | 0      | Sant Tiberi         |
|     | F    | Beaude Alexis     | 12 octombrie 1983      | 0        | 0      | Portiragnes         |
|     | F    | Danyach Raphael   | 11 august 1979         | 0        | 0      | La Cayolle          |
|     | F    | Hernandez Gérome  | 10 aprilie 1979        | 0        | 0      | Puissalicon Magalas |
|     | F    | Long Cédric       | 22 august 1981         | 0        | 0      | Fc Rigans           |
|     | F    | Meunier Anthony   | 17 februarie 1985      | 0        | 0      | AS Canet            |
|     | F    | Naumcevski Boris  | 15 februarie 1987      | 0        | 0      | AS Canet            |
|     | M    | Alquier Willy     | 08 ianuarie 1986       | 0        | 0      | RCO Agde            |
|     | M    | Amiel Jordan      | 31 martie 1983         | 0        | 0      | AS Canet            |
|     | M    | Bastier Benjamin  | 14 noiembrie 1986      | 0        | 0      | FC Portiragnes      |
|     | M    | Cantier Julien    | 04 februarie 1985      | 0        | 0      | AS Canet            |
|     | M    | Picard Sébastien  | 06 ianuarie 1982       | 0        | 0      | FC Argeles/Alberes  |
|     | M    | Cayetano Nicolas  | 01 ianuarie 1984       | 0        | 0      | FC Sete             |
|     | M    | Foussereau Kevin  | 01 decembrie 1987      | 0        | 0      | AS Canet            |
|     | M    | Massare Boris     | 26 iunie 1986          | 0        | 0      | RCO Agde            |
|     | A    | Taillan Sébastien | 01 februarie 1987      | 0        | 0      | AS Béziers          |
|     | M    | Desachy Nicolas   | 01 martie 1982         | 0        | 0      | FC Monfort          |
|     | A    | Gamet Eric        | 07 iunie 1978          | 0        | 0      | AS Clermont Hérault |
|     | A    | Soro Guilhem      | 07 august 1987         | 0        | 0      | FC Grande Motte     |